# バクガ
バクガ（麦蛾 Sitotroga cerealella）は、鱗翅目・キバガ科に属するガの一種。コメ、トウモロコシ、コムギなどの穀物を食べる害虫として有名である。

## 特徴
成虫は細く淡褐色の羽を持ち、開張幅は13 - 14ミリメートル程度。後ばねは梃形状で長い緑毛を持つ。幼虫は7.5ミリメートル程度で、胴が白くずんぐりとした体型。蛹は8ミリメートル程度で黄褐色をしている。国外ではほとんどの地域で亜種が見られる。日本には19世紀後半から20世紀初頭ごろに侵入したと考えられている。

## 生態
バクガは麦を食害することで知られるが、イネ科の雑草なども食害する。年に4回発生し、春に羽化した成虫は屋外の麦穂に産卵し、孵化した幼虫が粒内に食入する。老熟した幼虫が穀粒の中で蛹化する点が、他の貯穀害虫と異なる。2回目以降は貯蔵中の穀粒の中で繁殖を繰り返し、幼虫は穀粒の中で越年する。メスは一生の内に40 - 50粒の卵を生み、1世代の発育には25 - 40日を要する。成虫の寿命は約10日程度である。